# 手賀沼フィッシングセンター

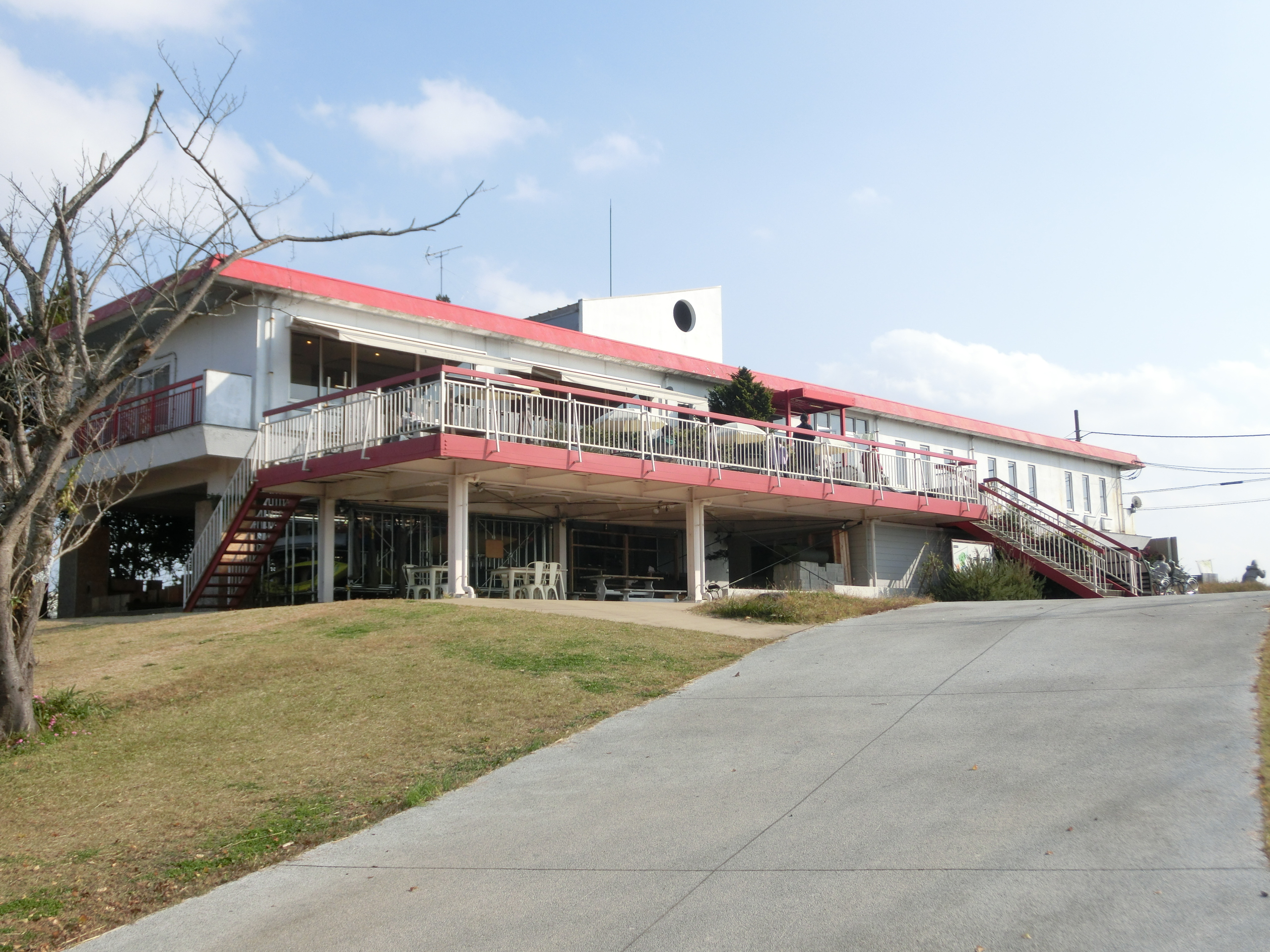
手賀沼フィッシングセンター

手賀沼フィッシングセンター（てがぬまフィッシングセンター）は、千葉県柏市にあるレジャー施設。手賀沼を管轄する漁業協同組合である手賀沼漁業協同組合が経営している。

## 概要
1972年（昭和47年）に開設した。土地は戦後の手賀沼の干拓・埋め立てに伴う補償金で購入した。
漁協の組合員が払う組合費だけでは経営が厳しいことから、経営資金を捻出するために開設したという。
2017年（平成29年）には開設から40年以上が経過して老朽化が目立ち始めたことから、柏市や東京大学都市デザイン研究室などの協力のもと、リニューアルが進められている。

## 施設
- 釣り堀
- 養魚池
- ドッグラン
- バーベキュー場
- カフェ

## 住所
- 千葉県柏市曙橋字若鮎1